# ساری‌آلان (آماسیه)
ساری‌آلان (به ترکی استانبولی: Sarıalan) یک منطقهٔ مسکونی در ترکیه است که در آماسیه واقع شده‌است.